# Cahit Karakaş
Cahit Karakaş né en 1928 à Bartın, est un homme politique.
Diplômé d'Université technique d'Istanbul. Il fait son doctorat sur les économies d'eau et aménagement à l'eau à l'Université technique de Berlin. Dès son retour en Turquie, en 1961, il travaille au ministère des travaux publics. Entre 1965-1980 et 1983-1987, il est député de Zonguldak. il est membre de AP (1965-1973), membre de CHP (1973-1980), membre de parti populaire (HP) (1983-1985), membre de parti social-démocrate populaire (SHP) (1985-1986) et membre de DSP (1986-1987). Ministre des travaux publics (mars - novembre 1971) et des transports (novembre - décembre 1971), président de la commission des affaires étrangères (1974-1976) et président de l'assemblée nationale (1977-1980) et président du groupe de DSP à la Grande Assemblée nationale de Turquie en 1987.